# Catantopsis
Catantopsis is een geslacht van rechtvleugeligen uit de familie veldsprinkhanen (Acrididae). De wetenschappelijke naam van dit geslacht is voor het eerst geldig gepubliceerd in 1912 door Bolívar.

## Soorten
Het geslacht Catantopsis omvat de volgende soorten:
- Catantopsis asthmatica Karsch, 1893
- Catantopsis basalis Walker, 1870
- Catantopsis malagassus Karny, 1907
- Catantopsis sacalava Brancsik, 1893